# Repsol YPF
Este artículo versa sobre la historia de la empresa bajo esta denominación. Para la misma tras su división, véase Repsol.
Repsol YPF fue una empresa petrolera que existió entre 1999 y 2012 como resultado de la adquisición de la mayoría del accionariado de la argentina YPF (Yacimientos Petrolíferos Fiscales) por la española Repsol. Fue una empresa energética global del sector de los hidrocarburos, desarrollando actividades de exploración, producción, refino, marketing y nuevas energías en todo el mundo. Su sede social se encontraba en Madrid, y cotizaba en la Bolsa de Madrid y el Ibex 35.
Tras la expropiación del paquete accionario por el gobierno argentino presidido por Cristina Fernández de Kirchner, acontecido en mayo de 2012, Repsol continuó su actividad como subsidiaria de la anterior en cotizaciones y operaciones, manteniendo los mismos activos excepto los propios de YPF. En cuanto firmó el acuerdo del pago de bonos por el gobierno argentino (5000 millones de dólares por el 51% de las acciones) Repsol vende el restante 11,6% de las acciones (queda el 0,5%) a Morgan Stanley por 1255 millones de dólares.

## Historia

### Historia de Repsol
Repsol era en un principio una marca de lubricantes española comercializada por REPESA (Refinería de Petróleos de Escombreras, fundada en 1949 bajo la estructura de Compañía Arrendataria del Monopolio de Petróleos Sociedad Anónima (CAMPSA). El Grupo Repsol se creó en 1987, como resultado de la reordenación del sector petrolero español.
La privatización de Repsol duró ocho años, y en 1997 se puso a la venta el último paquete de acciones que aún pertenecía a la Sociedad Estatal de Participaciones Industriales.

## Historia de la compañía
Desde la compra de YPF en 1999 hasta 2011, Repsol invirtió más de 20.000 millones de dólares americanos en YPF, y duplicó el número de contrataciones fijas hasta superar los 16.000 empleados. En 2012 Repsol, dada su situación causada por la crisis económica de 2008 se desprendió del 14.4 % de las acciones en favor del grupo Petersen.

### Historia de YPF
YPF (Yacimientos Petrolíferos Fiscales) fue fundada en Argentina como empresa estatal en 1922, durante la presidencia de Hipólito Yrigoyen, convirtiéndose en la primera gran petrolera verticalmente integrada del mundo. Su ideólogo y primer director fue el coronel Enrique Mosconi. Con YPF, Argentina fue el primer país en todo el mundo en tener una petrolera estatal integrada verticalmente, excluyendo a la URSS. En 1999 fue privatizada por Carlos Saúl Menem.

## Adquisición de YPF

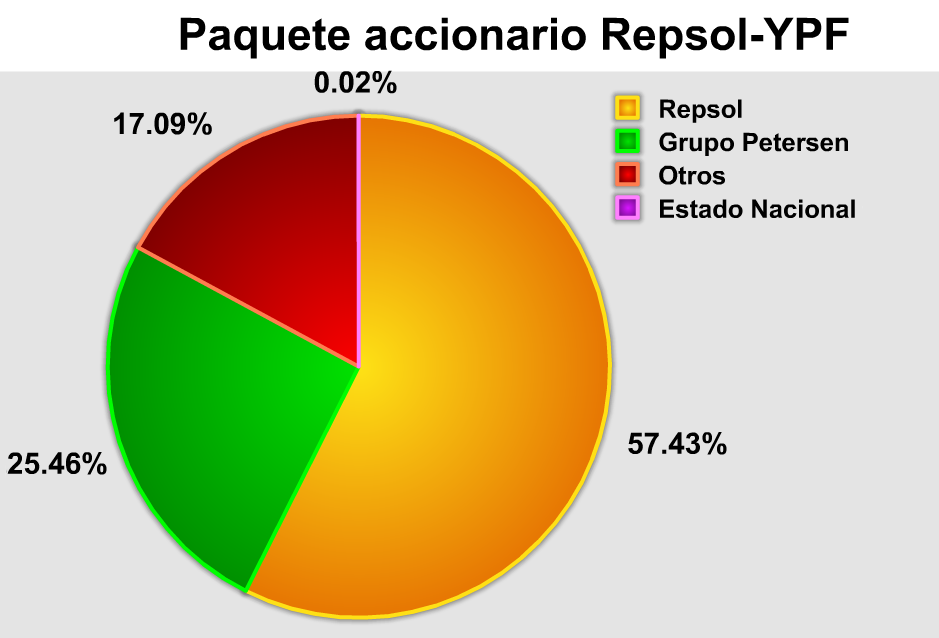
Paquete accionario de YPF tras su privatización

En 1999 Repsol adquirió el 97,81% de YPF por más de 15.000 millones de euros y pasa a ser conocida como Repsol-YPF S.A. constituyendo una empresa multinacional integrada de petróleo y gas natural, convirtiéndose en una de las mayores petroleras privadas del mundo, con operaciones en más de treinta países (empleando a más de 37.000 personas de múltiples nacionalidades), y siendo la mayor compañía privada energética en Hispanoamérica, en término de activos.[cita requerida]
En diciembre de 2007, el Grupo Petersen, conglomerado empresarial argentino compró el 14,9% de YPF S.A., pasando al año siguiente a tener un 15,46%. Para el 31 de diciembre de 2011 el Grupo Petersen poseía el 25,46% de YPF, la compañía Repsol el 57,43%, el 17,09% restante estaba en manos de inversores privados.

## División

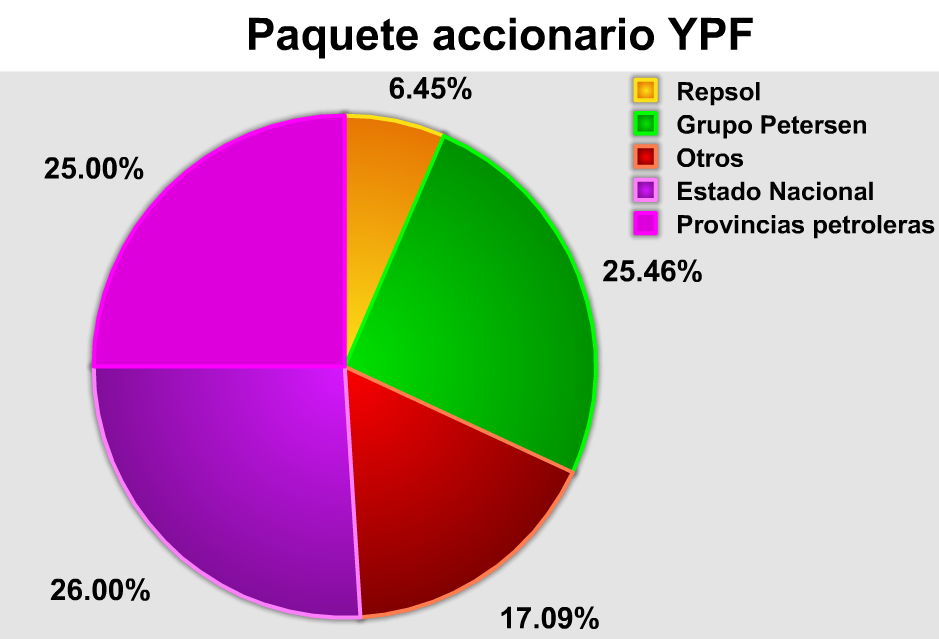
Paquete accionario de YPF tras su expropiación

El 16 de abril de 2012, la presidenta de Argentina, Cristina Fernández de Kirchner, presentó un proyecto de ley para que el Estado argentino expropiase parte de las acciones de Repsol en YPF, declarando el 51% del patrimonio de YPF de utilidad pública y sujeto a expropiación. De ese 51% expropiado, un 49% iría a las provincias y el 51% restante al Estado Nacional. La presidenta justificó la decisión porque consideraba que la empresa mantenía una insuficiente inversión y una escasa producción.
Un año después Repsol renunció a cualquier tipo de demanda, cuando el Consejo de Administración de Repsol aprobó el acuerdo de compensación por la nacionalización del 51% de las acciones de YPF, por el que Argentina garantiza el pago de 3.700 millones de euros y la
renuncia de futuras reclamaciones, según ha declarado la Comisión Nacional del Mercado de Valores de España.